# Gepetto News
Gepetto News var et fiktivt nyheds-tv-program, der blev sendt hver fredag på DR1 (senere DR Ramasjang, senere DR Ultra, nuværende eksklusivt på DR TV). Programmet kom i tre sæsoner på hver otte afsnit hver og var instrueret af Karsten Andersen.
Gepetto News havde premiere på DR1 den 22. oktober 2007. Nyhederne, som oftest var bygget på aktuelle nyheder i medierne, blev præsenteret af forskellige dukker.
Gepetto News gik også ind i kampen mod mobning i foråret 2008.
Gepetto News har også haft en bog ved navn ‘Den halvstore Gepetto bog’, som udkom i 2009 og er skrevet af Jacob Riising og Karsten Andersen og illustreret af Martin Sælan. Den kan ikke længere købes i butikkerne, men man kan være heldig at finde den på biblioteket. Den skal forestille at være en fakta bog om Gepetto News, men er overtaget af dukkerne da Jacob var på ferie og er blevet alt andet end det.
Gepetto News bliver især husket for sine sange, især dem fra sæson 1, som f.eks. "Vil du ha' et glas vand?", "Undertøj" eller "Vi vil elske lidt i fred".

## Persongalleri og typisk handling
Jacob Riising er vært for programmet, og lægger samtidig stemme til flere af dukkerne i programmet.
Mennesker:
Love Clean vært - Søren Bregendal
Fanny Frederiksen (S3E1) - Bodil Jørgensen